# Manfred Eicher
Manfred Eicher (ur. 9 lipca 1943 w Lindau (Bodensee), Niemcy) – niemiecki producent muzyczny i założyciel wytwórni fonograficznej ECM, reżyser i scenarzysta filmowy, kontrabasista. Laureat Nagrody Grammy. Wyprodukował ponad 1000 płyt znanych artystów jazzowych i twórców muzyki współczesnej. Uważany za wizjonera europejskiej fonografii w dziedzinie muzyki improwizowanej i współczesnej muzyki poważnej. Eicher studiował muzykę na Akademii Muzycznej w Berlinie.

## Nagrody i wyróżnienia
- 1986 wyróżnienie “Nagrodą Krytyków Niemieckch Nagrań” za własne osiągnięcia
- 1998 Nagroda Muzyczna Miasta Monachium
- 1999 Komandor Królewskiego Orderu Gwiazdy Polarnej przyznany przez Króla Szwecji
- 1999 Order Krzyża Ziemi Maryjnej V Klasy od Prezydenta Estonii
- 2000 Stopień doktora honoris causa literatury Uniwersytetu w Brighton w uznaniu za jego wybitny wkład w rozwój muzyki współczesnej
- 2001 Komandor Królewskiego Orderu Zasługi przyznany przez Króla Norwegii
- 2002 Nagroda Grammy w kategorii Producent Klasyczny Roku
- 2003 nominacja do nagrody Grammy w kategorii Producent Klasyczny Roku
- 2004 nominacja do nagrody Grammy w kategorii Producent Klasyczny Roku
- 2007 Order Zasługi Republiki Federalnej Niemiec
- 2010 magazyn «Down Beat» uhonorował Manfreda Eichera Nagrodą za Całokształt Twórczości. Producent Roku i ECM jako Wytwórnia Roku w corocznej Ankiecie Międzynarodowych Krytyków w «Down Beat» (Annual Critics Poll) w latach 2008, 2009, 2010, 2012, 2013, 2014, 2015, 2016, 2017, 2018[2]
- 2018 nominacja do nagrody Grammy w kategorii Producent Klasyczny Roku

## Cytaty
„Wierzę, że rolą producenta jest uchwycenie muzyki, którą lubi, i zaprezentowanie jej tym, którzy jeszcze jej nie znają.”